# Adangme
Adangme je naziv za etničku skupinu u Gani koja govori Adangme jezikom iz Ga-Adangme grane Kwa jezika. Ima ih oko 825.000.